# Palazzo Brambilla (Pavia)
Palazzo Brambilla è un edificio storico di Pavia. Il palazzo fu l'abitazione pavese di Giovanni Alessandro Brambilla di Carpiano, protochirurgo dell'imperatore Giuseppe II.

## Storia
Nel 1784 Giovanni Alessandro Brambilla, barone di Carpiano, acquistò alcune case lungo Strada Nuova, una di esse appartenenti al notaio Pietro Giordano, poco più a sud dell'Università,  con l'intento di trasformarle nel proprio palazzo urbano. I lavori furono portati avanti, sotto la direzione del marchese Luigi Malaspina, a cui si deve il progetto dell'edificio, tra il 1786 e il 1787.

## Descrizione

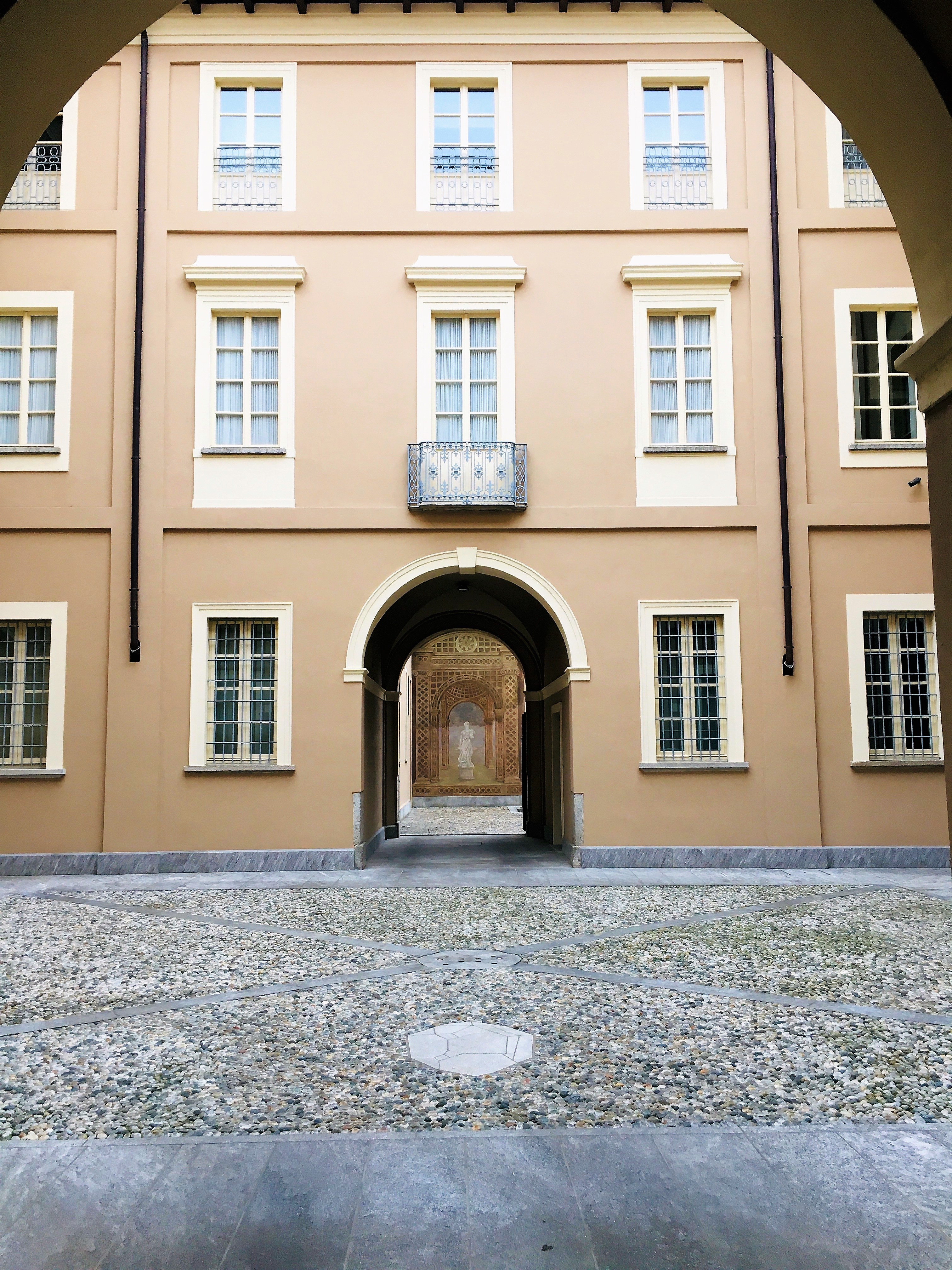
Il primo cortile del palazzo.

L'edificio si caratterizza per la presenza, nel corpo posto lungo Strada Nuova, di botteghe al piano terreno e di appartamenti ai piani superiori, una commistione tra funzioni rappresentative e commerciali che in Italia non era ancora diffusa, ma ben rispondeva al riformismo asburgico. La facciata ha un alto zoccolo a bugnato, dove si aprono cinque archi, uno per il portone e gli altri quattro per le botteghe, a cui corrispondono, al piano nobile, cinque grandi finestre, scandite da grandi paraste, binate negli angoli, con capitelli in stile ionico. All'interno il complesso è diviso in due cortili, uno nobile e uno rustico, privi, diversamente da gran parte degli edifici pavesi e lombardi, di portico. Nel palazzo si conservano affreschi settecenteschi di Paolo Mescoli e di Alessandro Sanquirico, questi ultimi realizzati nel 1828.